# Домото Іншьо
Дōмото Іншьō (堂本 印象, 25 грудня 1891 – 5 вересня 1975) — японський художник. Справжнє ім'я — Дōмото Санносуке.
З раннього віку працював у Тацумура Хейдзо.
Домото розмалював близько 600 інтер'єрів та стель у різних біддійських храмах та святинях, серед яких Тофуку-джі в районі Хіґашіяма у Кіото. У 1933 році він за 17 днів розмалював стелю одного з залів, прикрасивши її великим і яскравим «синім драконом».
Домото часто виконував замовлення для різних монастирів. У Чінсаку-ін він розмалював розсувні двері перед садком, де любив проводити час Сен но Рікю. У храмі Хонен-ін він працював над оформленням двох кімнат. Зазвичай ці кімнати розмальовували представники школи Кано. Домото оформив їх в абстрактному стилі, зобразивши верби, розвіяні вітром.
Окрім цього, Домото працював над дизайнами тканин для фурошікі. Спочатку він використовував мало кольорів, але з розвитком технік фарбування, Домото його малюнки ставали все більш різнобарвними.
У 1936 році заснував власну школу малювання, яка існує й досі. У 1944 році отримав звання Митця Імператорського Двору, а у 1961 році отримав Орден культури.
У Токіо є його власний музей, де постійно проходять виставки Домото та інших художників.